# Franck Signorino
Franck Eddy Signorino (Nogent-sur-Marne, 19 september 1981) is een gewezen Franse voetballer die als verdediger speelde.
In 2000 debuteerde hij op succesvolle wijze in de CFA met FC Metz B waardoor hij het daaropvolgende seizoen werd opgenomen in de A kern van FC Metz.  Bij dit elftal verbleef hij in totaal vier seizoenen. Het eerste seizoen 2001-2002 degradeerde de ploeg van de eerste naar de tweede afdeling. Tijdens het seizoen 2002-2003 was hij een van de spelbepalende figuren van een succesvolle campagne, waardoor de ploeg op de derde plaats eindigde en de promotie naar eerste afdeling afdwong.
Daarna stapte hij vanaf het seizoen 2005-2006 over naar reeksgenoot FC Nantes. Tijdens het tweede seizoen degradeerde deze ploeg echter naar tweede afdeling.
Om deze reden zocht de speler vanaf seizoen 2007-2008 zijn geluk op in Spanje bij Getafe CF, dat uitkwam in de Primera División. Voor deze ploeg speelde hij vijfmaal in de competitie en maakte hij zijn Europese intrede in de UEFA-cup met 4 wedstrijden. Zijn opmars werd echter gestopt door een zware blessure en na zijn revalidatie kon hij zijn herintrede in de eerste ploeg niet meer afdwingen. Dankzij de bemiddeling van landgenoot Pascal Cygan werd hij vanaf januari 2010 voor zes maanden uitgeleend aan FC Cartagena, dat op dat moment op de derde plaats stond in de Segunda División A en graag de promotie naar de hoogste afdeling van het Spaanse voetbal wilde afdwingen.  Hij speelde dertienmaal voor deze ploeg maar slaagde er niet in om trainer Juan Ignacio Martinez Jiménez te overtuigen. Ook bij Getafe was hij niet meer welkom, waardoor hij voor de heenronde van het seizoen 2010-2011 zonder ploeg kwam te zitten.
Om de conditie op peil te houden trainde hij mee met de reserves van Metz, waarna hij voor de terugronde van het seizoen 2010-2011 verhuisde naar de Belgische competitie en terechtkwam bij het noodlijdende Sporting Charleroi, dat op dat ogenblik op de laatste plaats staat van de Eerste Klasse. Ook op het einde van de reguliere competitie stond de ploeg nog steeds op dezelfde plaats, waardoor de ploeg samen met KAS Eupen moest uitmaken wie met de tweedeklassers de eindronde mocht spelen om de laatste beschikbare plaats in Eerste klasse. De ploeg bleek niet opgewassen tegen de Duitstalige grensploeg en degradeerde direct naar Tweede klasse.
Na deze slechte Belgische ervaring keerde hij terug naar Frankrijk in de Ligue 2 bij Stade Lavallois. Daar werd hij een van de sterkhouders en toen Stade de Reims vanuit dezelfde reeks promoveerde naar de Ligue 1, tekende de speler vanaf seizoen 2012-2013 voor deze ploeg. Tijdens het eerste seizoen kon de ploeg met een veertiende plaats haar behoud veilig stellen, waardoor de speler zijn contract verlengde voor het seizoen 2013-2014. Ook dit tweede seizoen werd een succes voor de ploeg uit de Champagnestreek met een elfde plaats in de eindstand en werd zijn contract met twee seizoenen verlengd. Het daaropvolgende seizoen 2014-2015 eindigde de ploeg vijftiende, maar het laatste seizoen 2015-2016 eindigden ze op de achttiende plaats met een degradatie als gevolg.
Voor het seizoen 2016-2017 keerde hij terug naar de ploeg die hem opleidde, FC Metz. Daardoor bleef de speler actief op het niveau van de Ligue 1.  In dit laatste seizoen uit zijn carrière zou hij 17 officiële wedstrijden spelen.